# Musa peekelii
Musa peekelii är en enhjärtbladig växtart som beskrevs av Carl(Karl) Adolf Georg Lauterbach. Musa peekelii ingår i släktet bananer, och familjen bananväxter.

## Underarter
Arten delas in i följande underarter:
- M. p. peekelii
- M. p. angustigemma